# Johan Elmander
 (janvier 2016).
Si vous disposez d'ouvrages ou d'articles de référence ou si vous connaissez des sites web de qualité traitant du thème abordé ici, merci de compléter l'article en donnant les références utiles à sa vérifiabilité et en les liant à la section « Notes et références ».
Johan Erik Calvin Elmander, né le 27 mai 1981 à Alingsås en Suède, est un footballeur international suédois. Il évolue au poste d'attaquant de la fin des années 1990 jusqu'à la fin des années 2010.
Ses frères Peter et Patrik sont également footballeurs.

## Biographie
Elmander a débuté le football dans son pays natal, la Suède. Il s'est fait remarquer dans le football néerlandais en jouant notamment au Feyenoord Rotterdam et au NAC Breda, mais après une saison à Brøndby IF au Danemark et une sélection avec la Suède à la coupe du monde 2006, Johan Elmander se fait remarquer par des clubs plus huppés comme les Glasgow Rangers. C'est finalement le Toulouse FC qui recueille ses faveurs en juillet 2006 pour jouer dans le championnat français.
Au TFC, il fait une saison exceptionnelle avec 11 buts marqués et de nombreuses passes décisives. Meilleur buteur du club sur la saison régulière, il est le grand artisan de la qualification pour le 3e tour préliminaire de la Ligue des Champions en ayant notamment inscrit un triplé face à Bordeaux lors de la dernière journée du championnat.
À la fin de la saison 2007, des clubs prestigieux comme l'Olympique lyonnais, le FC Barcelone ou Manchester City se sont intéressés à lui mais il décide de rester à Toulouse malgré l'élimination de son club à l'issue du 3e tour préliminaire de la Ligue des Champions.
Le 15 septembre 2007, lors de la rencontre OM-Toulouse (1-2), Elmander est ovationné par le public du stade Vélodrome, fait très rare pour un joueur adverse du club marseillais, les spectateurs étant furieux de la prestation des joueurs phocéens. Le 2 décembre, alors que le TFC est mené 3 à 0 face à Bordeaux, Elmander inscrit un hat-trick pour revenir à 3-3, malgré ses efforts le TFC perdra la rencontre 4-3. Après ce match, Elmander enchaîne ensuite les buts avec un total incroyable de sept buts en quatre matchs consécutifs, un rendement qui le surprend lui-même puisqu'il déclare « Je n'ai jamais marqué sept buts en quatre rencontres. Sauf peut-être quand j'étais dans les équipes de jeunes en Suède. ». À la suite de cette période prolifique, Elmander n'inscrit plus aucun but durant 1 138 minutes de jeu et 13 journées de championnat. Dans une interview, il se compare alors à une bouteille de ketchup : « Il faut presser longtemps avant que ça sorte. Mais quand ça sort, ça explose ». Il est très attaché au TFC : « Ce club est très important pour moi, tous m'ont soutenu quand ça allait moins bien et aujourd'hui je veux aider ce grand club à exister au plus haut niveau » dit-il ainsi dans les colonnes de La Dépêche du Midi. En 2017, à l'occasion des 80 ans du Toulouse Football Club, il est élu dans l'équipe de légende toulousaine sur le site internet du club.
Convoité par de nombreux clubs, il signe finalement à Bolton pour 3 ans en juin 2008. Parti pour 13 millions d'euros, c'est le transfert le plus cher de l'histoire pour le club de Bolton.
Arrivant en fin de contrat avec le club anglais, il signe sans indemnité de transfert avec le club turc de Galatasaray SK pour une durée de trois ans et recevra un salaire annuel de 1,8 million d'€. Lors du premier derby face à Fenerbahçe, il inscrit le deuxième but de son équipe qui remportera le match 3-1. Deux semaines plus tard face à Trabzonspor, il ouvrira le score après seulement 5 minutes de jeu et Galatasaray gagnera 3-0. Titulaire à presque tous les matchs, Elmander est déjà le meilleur buteur de son équipe et forme, avec son coéquipier Milan Baroš, une des meilleures attaques de Turquie, mais après le mercato hivernal, Milan Baroš jouera de moins en moins à la suite de la recrue de Necati Ates. Contre Beşiktaş , il ouvre le score sur une frappe qui touche la transversale avant de faire trembler les filets ; la première mi-temps se termine sur le score de 1 but à 0. Beşiktaş égalise 5 minutes après le début de la seconde mi-temps mais, 2 minutes après Galatasaray reprend l'avantage grâce à une somptueuse frappe de Felipe Melo. Beşiktaş égalise à nouveau : 2-2 mais dans les arrêts de jeu, sur un centre de Selçuk Inan qui lobe le gardien adverse, Elmander et Baroš s'élancent dans les airs mais face à la défense adverse, c'est Elmander qui prend le ballon de la tête et permet à son équipe de l'emporter. Galatasaray est depuis la première moitié de la saison premier du classement et le restera jusqu'à la fin de la saison. Sur un autre derby face à Fenerbahçe, Galatasaray encaisse deux buts en 5 minutes et sur leur seule attaque de la mi-temps, Elmander marque et redonne l'espoir à son équipe. Durant la seconde période, Galatasaray ne laisse aucune chance à son adversaire d'attaquer et possède 70 % de la possession du ballon et égalise par Hakan Balta puis trouve la barre à la 93e minute par Milan Baroš. Lors des play-offs, Elmander ne marquera aucun but sur 6 matchs mais son équipe gagne 2-0 puis fait match nul face à Beşiktaş et Trabzonspor 4-2 puis 0-0 et perdra contre Fenerbahçe 2 à 1. Le dernier match est décisif pour les deux équipes (le vainqueur sera champion). Alors que le nul suffit aux coéquipiers de Johan Elmander qui ont un point d'avance sur leurs adversaires, Fenerbahçe doit obligatoirement gagner pour être sacré champion. Elmander, sans but depuis le début des play-offs, sort après environ 30 minutes de jeu, remplacé par Milan Baroš à la suite d'une blessure à la cheville. Malgré cela, le match se terminera sur le score vierge de 0-0 et Elmander sera avec ses coéquipiers sacré champion de Turquie. À la fin de la saison, il est le meilleur buteur du club et reste un élément indispensable dans la formation de Fatih Terim. Malgré sa blessure à la cheville, Elmander disputera avec la Suède l'Euro 2012. La saison suivante, à la suite du transfert de Umut Bulut et Burak Yilmaz, il devient remplaçant. Tout de même, il marque 3 buts lors de la première partie de saison.
En août 2013, Johan Elmander rejoint Norwich City en prêt pour une année.
En juin 2014 est annoncé son retour au Brøndby IF. Il marque son premier but depuis son retour le 31 août 2014, lors d'une rencontre de championnat face au FC Nordsjælland. Il est titularisé et son équipe l'emporte par trois buts à zéro.
Le 5 janvier 2018, Johan Elmander annonce mettre un terme à sa carrière sur Instagram à l'âge de 36 ans. Il explique qu'il a décidé de "laisser la place à la nouvelle génération" .

## Profil du joueur
Johan Elmander est un joueur à la fois rapide et très doué balle au pied. Sa vitesse de démarrage, sa vitesse de course, ses qualités de dribbleur, ses contrôles ou ses prises de balle de haut niveau, lui permettent souvent de faire la différence sur des exploits individuels. Sa puissance et son imposante masse musculaire lui permettent en outre de bénéficier d'un nombre important de contres favorables face à des défenseurs déséquilibrés.
Johan Elmander se distingue aussi par une combativité de tous les instants sur le terrain. Il n'hésite pas à redescendre sur le terrain pour participer aux tâches défensives et à tacler dans les pieds de ses adversaires pour récupérer le ballon. Cette combativité lui vaut d'être très apprécié par le public mais, revers de la médaille, fait aussi de lui un joueur recevant beaucoup de cartons jaunes.

## Statistiques
| Saison                | Club                  | Championnat           | Championnat | Championnat | Championnat | Coupe nationale | Coupe nationale | Coupe nationale | Coupe de la Ligue | Coupe de la Ligue | Coupe de la Ligue | Supercoupe | Supercoupe | Supercoupe | Compétition(s) continentale(s) | Compétition(s) continentale(s) | Compétition(s) continentale(s) | Compétition(s) continentale(s) | Plays off | Plays off | Plays off | Suède | Suède | Suède | Total | Total | Total |
| Saison                | Club                  | Division              | M.          | B.          | P.d.        | M.              | B.              | P.d.            | M.                | B.                | P.d.              | M.         | B.         | P.d.       | Comp.                          | M.                             | B.                             | P.d.                           | M.        | B.        | P.d.      | M.    | B.    | P.d.  | M.    | B.    | P.d.  |
| 1997-1998             | Holmalunds IF         | D2                    | 4           | 0           | -           | -               | -               | -               | -                 | -                 | -                 | -          | -          | -          | -                              | -                              | -                              | -                              | -         | -         | -         | -     | -     | -     | 4     | 0     | 0     |
| 1998-1999             | Holmalunds IF         | D2                    | 19          | 5           | -           | -               | -               | -               | -                 | -                 | -                 | -          | -          | -          | -                              | -                              | -                              | -                              | -         | -         | -         | -     | -     | -     | 19    | 5     | 0     |
| Sous-total            | Sous-total            | Sous-total            | 23          | 5           | -           | -               | -               | -               | -                 | -                 | -                 | -          | -          | -          | -                              | -                              | -                              | -                              | -         | -         | -         | -     | -     | -     | 23    | 5     | 0     |
| 1999                  | Örgryte IS            | Allsvenskan           | 18          | 2           | -           | -               | -               | -               | -                 | -                 | -                 | -          | -          | -          | -                              | -                              | -                              | -                              | -         | -         | -         | -     | -     | -     | 18    | 2     | 0     |
| 2000                  | Örgryte IS            | Allsvenskan           | 21          | 2           | -           | -               | -               | -               | -                 | -                 | -                 | -          | -          | -          | C3                             | 4                              | 0                              | -                              | -         | -         | -         | -     | -     | -     | 25    | 2     | 0     |
| Sous-total            | Sous-total            | Sous-total            | 39          | 4           | -           | -               | -               | -               | -                 | -                 | -                 | -          | -          | -          | -                              | 4                              | 0                              | -                              | -         | -         | -         | -     | -     | -     | 43    | 4     | 0     |
| jan-jui 2001          | Feyenoord Rotterdam   | Eredivisie            | 16          | 2           | 1           | -               | -               | -               | -                 | -                 | -                 | -          | -          | -          | -                              | -                              | -                              | -                              | -         | -         | -         | -     | -     | -     | 16    | 2     | 1     |
| 2001-2002             | Feyenoord Rotterdam   | Eredivisie            | 22          | 1           | 0           | 2               | 0               | -               | -                 | -                 | -                 | -          | -          | -          | C1+C3                          | 2+7                            | 2+0                            | -                              | -         | -         | -         | 1     | 0     | -     | 34    | 3     | 0     |
| août 2002             | Feyenoord Rotterdam   | Eredivisie            | 1           | 0           | 0           | -               | -               | -               | -                 | -                 | -                 | -          | -          | -          | -                              | -                              | -                              | -                              | -         | -         | -         | -     | -     | -     | 1     | 0     | 0     |
| Sous-total            | Sous-total            | Sous-total            | 39          | 3           | 1           | 2               | 0               | -               | -                 | -                 | -                 | -          | -          | -          | -                              | 9                              | 2                              | -                              | -         | -         | -         | 1     | 0     | -     | 51    | 5     | 1     |
| 2002                  | Djurgårdens IF (prêt) | Allsvenskan           | 8           | 5           | 1           | -               | -               | -               | -                 | -                 | -                 | -          | -          | -          | C3                             | 4                              | 2                              | -                              | -         | -         | -         | 1     | 0     | -     | 13    | 7     | 1     |
| 2003                  | Djurgårdens IF (prêt) | Allsvenskan           | 11          | 7           | 3           | -               | -               | -               | -                 | -                 | -                 | -          | -          | -          | -                              | -                              | -                              | -                              | -         | -         | -         | 4     | 3     | -     | 15    | 10    | 3     |
| Sous-total            | Sous-total            | Sous-total            | 19          | 12          | 4           | -               | -               | -               | -                 | -                 | -                 | -          | -          | -          | -                              | 4                              | 2                              | -                              | -         | -         | -         | 5     | 3     | -     | 28    | 17    | 4     |
| 2003-2004             | NAC Breda (prêt)      | Eredivisie            | 31          | 7           | 10          | 2               | 0               | 1               | -                 | -                 | -                 | -          | -          | -          | C3                             | 2                              | 0                              | 0                              | -         | -         | -         | 3     | 0     | -     | 38    | 7     | 11    |
| Sous-total            | Sous-total            | Sous-total            | 31          | 7           | 10          | 2               | 0               | 1               | -                 | -                 | -                 | -          | -          | -          | -                              | 2                              | 0                              | 0                              | -         | -         | -         | 3     | 0     | -     | 38    | 7     | 11    |
| 2004-2005             | Brøndby IF            | Superligaen           | 27          | 9           | 5           | -               | -               | -               | -                 | -                 | -                 | -          | -          | -          | C3                             | 1                              | 0                              | 0                              | -         | -         | -         | 4     | 3     | -     | 32    | 12    | 5     |
| 2005-2006             | Brøndby IF            | Superligaen           | 31          | 13          | 4           | -               | -               | -               | -                 | -                 | -                 | -          | -          | -          | C1+C3                          | 4+4                            | 2+1                            | 0+1                            | -         | -         | -         | 7     | 1     | -     | 46    | 17    | 5     |
| Sous-total            | Sous-total            | Sous-total            | 58          | 22          | 9           | -               | -               | -               | -                 | -                 | -                 | -          | -          | -          | -                              | 9                              | 3                              | 1                              | -         | -         | -         | 11    | 4     | -     | 78    | 29    | 10    |
| 2006-2007             | Toulouse FC           | Ligue 1               | 32          | 11          | 5           | 2               | 0               | -               | 1                 | 0                 | -                 | -          | -          | -          | -                              | -                              | -                              | -                              | -         | -         | -         | 7     | 4     | -     | 42    | 15    | 5     |
| 2007-2008             | Toulouse FC           | Ligue 1               | 32          | 11          | 2           | -               | -               | -               | -                 | -                 | -                 | -          | -          | -          | C1+C3                          | 2+4                            | 0+1                            | 0                              | -         | -         | -         | 11    | 0     | -     | 49    | 12    | 2     |
| Sous-total            | Sous-total            | Sous-total            | 64          | 22          | 7           | 2               | 0               | -               | 1                 | 0                 | -                 | -          | -          | -          | -                              | 6                              | 1                              | 0                              | -         | -         | -         | 18    | 4     | -     | 91    | 27    | 7     |
| 2008-2009             | Bolton Wanderers      | PL                    | 30          | 5           | 2           | 1               | 0               | 0               | -                 | -                 | -                 | -          | -          | -          | -                              | -                              | -                              | -                              | -         | -         | -         | 3     | 0     | -     | 34    | 5     | 2     |
| 2009-2010             | Bolton Wanderers      | PL                    | 25          | 3           | 1           | 4               | 1               | 1               | 3                 | 1                 | 0                 | -          | -          | -          | -                              | -                              | -                              | -                              | -         | -         | -         | 6     | 2     | 2     | 38    | 7     | 4     |
| 2010-2011             | Bolton Wanderers      | PL                    | 37          | 10          | 6           | 6               | 2               | 0               | 2                 | 0                 | 0                 | -          | -          | -          | -                              | -                              | -                              | -                              | -         | -         | -         | 8     | 3     | 2     | 53    | 15    | 8     |
| Sous-total            | Sous-total            | Sous-total            | 92          | 18          | 9           | 11              | 3               | 1               | 5                 | 1                 | 0                 | -          | -          | -          | -                              | -                              | -                              | -                              | -         | -         | -         | 17    | 5     | 4     | 125   | 27    | 14    |
| 2011-2012             | Galatasaray           | Super Lig             | 36          | 12          | 6           | -               | -               | -               | -                 | -                 | -                 | -          | -          | -          | -                              | -                              | -                              | -                              | -         | -         | -         | 10    | 0     | 0     | 46    | 12    | 6     |
| 2012-2013             | Galatasaray           | Super Lig             | 16          | 4           | 1           | 2               | 1               | -               | -                 | -                 | -                 | 1          | 0          | -          | C1                             | 6                              | 0                              | 0                              | -         | -         | -         | 5     | 3     | 0     | 30    | 8     | 1     |
| 2013                  | Galatasaray           | Super Lig             | 0           | 0           | 0           | -               | -               | -               | -                 | -                 | -                 | -          | -          | -          | -                              | -                              | -                              | -                              | -         | -         | -         | 1     | 0     | 0     | 1     | 0     | 0     |
| Sous-total            | Sous-total            | Sous-total            | 52          | 16          | 7           | 2               | 1               | -               | -                 | -                 | -                 | 1          | 0          | -          | -                              | 6                              | 0                              | 0                              | -         | -         | -         | 16    | 3     | 0     | 77    | 20    | 7     |
| 2013-2014             | Norwich City (prêt)   | PL                    | 29          | 1           | 4           | 2               | 0               | 0               | 3                 | 2                 | 1                 | -          | -          | -          | -                              | -                              | -                              | -                              | -         | -         | -         | 8     | 1     | 0     | 42    | 4     | 5     |
| Sous-total            | Sous-total            | Sous-total            | 29          | 1           | 4           | 2               | 0               | 0               | 3                 | 2                 | 1                 | -          | -          | -          | -                              | -                              | -                              | -                              | -         | -         | -         | 8     | 1     | 0     | 42    | 4     | 5     |
| 2014-2015             | Brøndby IF            | Superligaen           | 20          | 1           | 0           | 2               | 1               | 1               | -                 | -                 | -                 | -          | -          | -          | -                              | -                              | -                              | -                              | -         | -         | -         | 6     | 0     | 0     | 28    | 2     | 1     |
| 2015-2016             | Brøndby IF            | Superligaen           | 28          | 5           | 1           | 4               | 1               | 0               | -                 | -                 | -                 | -          | -          | -          | C3                             | 8                              | 3                              | 3                              | -         | -         | -         | -     | -     | -     | 40    | 9     | 4     |
| Sous-total            | Sous-total            | Sous-total            | 48          | 6           | 1           | 6               | 2               | 1               | -                 | -                 | -                 | -          | -          | -          | -                              | 8                              | 3                              | 3                              | -         | -         | -         | 6     | 0     | 0     | 68    | 11    | 5     |
| 2016-2017             | Örgryte IS            | Superettan            | 0           | 0           | 0           | 1               | 0               | 1               | -                 | -                 | -                 | -          | -          | -          | -                              | -                              | -                              | -                              | -         | -         | -         | -     | -     | -     | 1     | 0     | 1     |
| 2017                  | Örgryte IS            | Superettan            | 23          | 4           | 0           | 1               | 1               | 0               | -                 | -                 | -                 | -          | -          | -          | -                              | -                              | -                              | -                              | 1         | 0         | 0         | -     | -     | -     | 25    | 5     | 0     |
| Sous-total            | Sous-total            | Sous-total            | 23          | 4           | 0           | 2               | 1               | 1               | -                 | -                 | -                 | -          | -          | -          | -                              | -                              | -                              | -                              | 1         | 0         | 0         | -     | -     | -     | 26    | 5     | 1     |
| Total sur la carrière | Total sur la carrière | Total sur la carrière | 517         | 120         | 52          | 29              | 7               | 4               | 9                 | 3                 | 1                 | 1          | 0          | -          | -                              | 48                             | 11                             | 4                              | 1         | 0         | 0         | 85    | 20    | 4     | 690   | 161   | 65    |

## Palmarès
- Suède
  - 85 sélections en équipe de Suède, 20 buts

- Feyenoord Rotterdam
  - Vainqueur de la Coupe UEFA en 2002

- Djurgårdens IF
  - Vainqueur du Championnat de Suède en 2003

- Brøndby IF
  - Vainqueur du Championnat du Danemark en 2005
  - Vainqueur de la Coupe du Danemark en 2005

- Örgryte IS
  - Vainqueur de la Coupe de Suède en 2000

- Toulouse FC
  - Trophée du joueur du mois UNFP en février 2007

- Galatasaray SK
  - Vainqueur du Championnat de Turquie en 2012 et 2013
  - Vainqueur de la Supercoupe de Turquie en 2012 et 2013

## Distinctions personnelles
- Membre de l'équipe type de la Ligue 1 en 2007 aux Trophées UNFP.
- Trophée du joueur du mois de Ligue 1 UNFP en février 2007.